# Alexandre Crespel
Pour les articles homonymes, voir Crespel.
Alexandre Crespel, (nom entier : Alexandre Denis Crespel), né le 17 mai 1867 à La Bassée (Nord) et décédé le 12 janvier 1955 dans la même ville, est un homme politique français.

## Famille
Issu des grandes familles du Nord, fils de Louis Damasse Crespel et d'Alexandrine Duplessis, il est marié à Jeanne Bouchez avec qui il a 5 enfants : Alexandre (1898-1959), Marie-Louise, Jean, Léa et Agnès.

## Biographie
Docteur en droit (il a obtenu son doctorat à Paris), il hérite des industries de son père à La Bassée : la brasserie et le commerce de grains. 
Il devient vice-président puis président du comice agricole de Lille.  
Il devient conseiller d'arrondissement en 1895 (jusque 1920), puis conseiller municipal de la Bassée en 1896.  
Il est élu Maire de sa commune natale en 1898. Il en restera Maire pendant près d'un demi-siècle jusqu'en 1945. 
Après la première guerre mondiale, il s'emploie activement à la reconstruction de la Bassée, dévastée par le conflit. Il devient conseiller général du Nord du canton de La Bassée de 1920 à 1940.  
Il est élu au scrutin de liste député du Nord de 1919 inscrit au groupe de l'Entente républicaine démocratique. Il intervient notamment à la Chambre sur les problèmes de reconstruction du Nord dans les années 1920. Il est réélu député en 1924. Il le restera jusque 1928. 
Veuf, il décède en 1955 dans sa 88e année. 

## Décorations
- Chevalier de la Légion d'honneur
- Médaille de la Reconnaissance française, argent

## Sources
- « Alexandre Crespel », dans le Dictionnaire des parlementaires français (1889-1940), sous la direction de Jean Jolly, PUF, 1960 [détail de l’édition]